# Hydropsyche rossi
Hydropsyche rossi là một loài Trichoptera trong họ Hydropsychidae. Chúng phân bố ở miền Tân bắc.